# Bergastrilde
Bergastrilde (Cryptospiza) sind eine Gattung innerhalb der Familie der Prachtfinken. Zur Gattung gehören lediglich vier Arten, von denen drei als ungefährdet gelten. Die vierte, Shelleys Bergastrild, wird wegen ihrer geringen Individuenzahl von der IUCN als gefährdet eingestuft.

## Beschreibung
Bergastrilde erreichen eine Körperlänge zwischen zwölf und vierzehn Zentimeter. Charakteristisch für die Gattung ist der sehr kurze Schnabel, die Nasenlöcher sind vollständig von Federn bedeckt. Flügel und Schwanz sind kurz und rundlich.
Reichenows Bergastrild, Jacksons Bergastrild und der Shelleys Bergastrild haben alle rote Farbflächen am Kopf; diese fehlen lediglich beim Salvadoris Bergastrild. Alle vier Arten sind Gebirgsvögel. Zwei der Arten, der Jacksons Bergastrild und der Shelleys Bergastrild kommen ausschließlich im Albertine Rift vor. Der Reichenows Bergastrild kommt dagegen in drei räumlich weit voneinander getrennten Populationen vor. Eine Population siedelt auf der Insel Bioko vor der Küste Kameruns und lebt auf dem Kamerunberg. Eine zweite Population lebt im Nordwesten Angolas. Die dritte Population kommt ebenso wie die anderen drei Arten in Ostafrika im Bereich des Großen Afrikanischen Grabenbruchs vor.
Bergastrilde leben bevorzugt im Unterholz von Bergwäldern. Ihre Nahrung besteht aus sehr kleinen Samen, überwiegend Samen von Springkräutern und Greiskräutern.

## Arten
Die folgenden Arten gehören zu den Bergastrilden:
- Jacksons Bergastrild (C. jacksoni)
- Reichenows Bergastrild (C. reichenovii)
- Salvadoris Bergastrild (C. salvadorii)
- Shelleys Bergastrild (C. shelleyi)

## Haltung
Für die Ziervogelhaltung hat nur der Reichenows Bergastrild eine wenn auch geringe Bedeutung. Er gilt als ansprechender, lebhafter und sehr verträglicher Vogel, der für sein Wohlbefinden jedoch in einer gut strukturierten Zimmervoliere gehalten werden muss. Der Salvadoris Bergastrild wird nur sehr gelegentlich nach Europa importiert. Zuchterfolge sind entsprechend sporadisch. Die anderen beiden Arten wurden bislang jeweils nur einmal nach Europa importiert. Beim Salvadoris Bergastrild hat sich unter Haltungsbedingungen gezeigt, dass er eine sehr ähnliche Balz wie der Reichenow Bergastrild aufweist. Haltungsberichte für den Shelleys Bergastrild liegen keine vor.

## Belege

### Einzelbelege
1. ↑   BirdLife Factsheet, aufgerufen am 13. Juni 2010
2. ↑   Fry et al., S. 278
3. ↑   Nicolai, S. 96
4. ↑   Nicolai et al., S. 104